# Thomas Lambdin

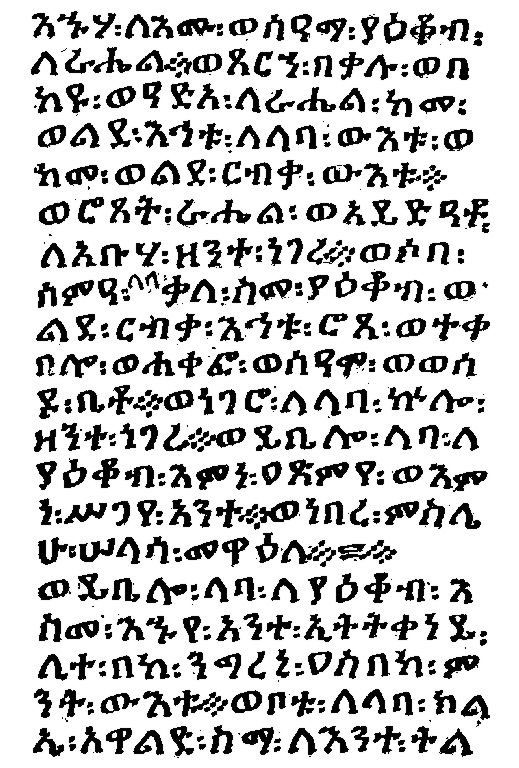
Genesi 29.11-16 in lingua etiopica classica.

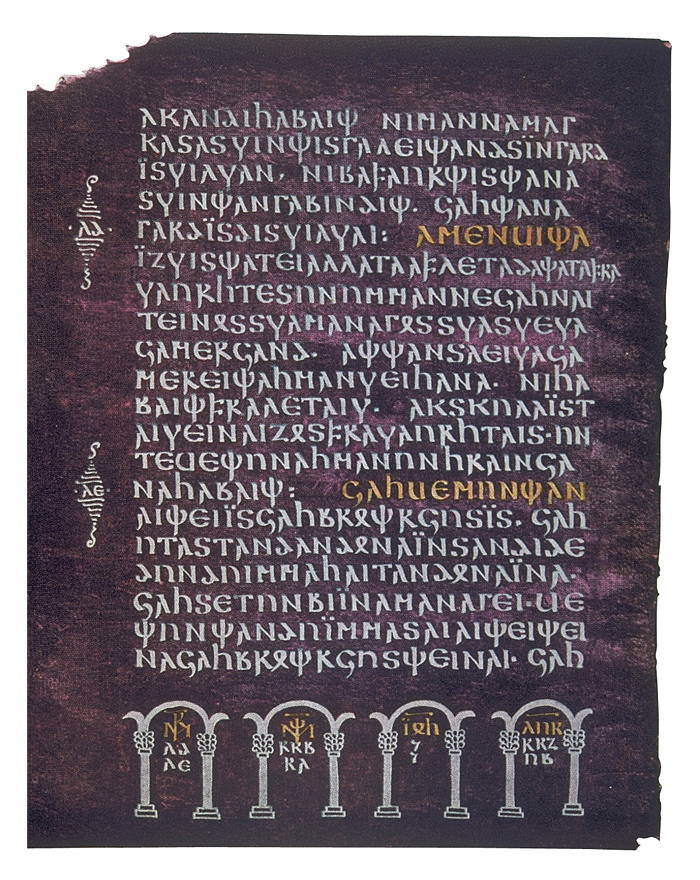
La Bibbia di Wulfila, scritta in lingua gotica.

Thomas Oden Lambdin (31 ottobre 1927 – 8 maggio 2020) è stato un linguista statunitense.

## Biografia
Studioso di fama mondiale di linguistica egizia, semitica e germanica, è stato professore emerito di lingue semitiche all'università di Harvard, fino al pensionamento nel 1983.
La sua fama riguarda tanto il livello della sua ricerca quanto la qualità dei suoi libri di testo.

## Opere
- The Bivalence of Coptic Eta and Related Problems in the Vocalization of Egyptian, Journal of Near Eastern studies 17 (3), pp. 177-193, doi: 10.1086/371466, 1958
- Introduction to Biblical Hebrew, Darton, Longman and Todd, 1971, ISBN 978-0-232-51369-1
- Introduction to Classical Ethiopic, Harvard Semitic Studies 24, Missoula (MT), Scholars Press, 1978, ISBN 978-0-89130-263-6
- Introduction to Sahidic Coptic, Macon, Mercer University Press, 1982, ISBN 978-0-86554-048-4
- Introduction to the Gothic Language, Eugene, Wipf & Stock Publishers, 2006, ISBN 978-1-59752-394-3

### Opere tradotte in italiano
- Introduzione alla lingua ge'ez (etiopico classico), traduzione di Osvaldo Raineri, Roma, Edizioni Orientalia Christiana, 2002, ISBN 978-88-7210-335-7
- Corso di copto sahidico, traduzione dall'inglese e integrazioni a cura di Alberto Elli, Collana Seshat, Torino, Ananke Edizioni, 2010, ISBN 978-88-7325-323-5
- Compendio di letteratura copta, traduzioni dall'inglese e dal copto e commento grammaticale a cura di Alberto Elli, Torino, Ananke Edizioni, 2011, ISBN 978-88-7325-435-5
- Introduzione all'ebraico biblico, a cura di Elzbieta M. Obarra, traduzione di G. Lo Giudice, Collana Subsidia Biblica, 2013, Edizioni Pontificio Istituto Biblico, 2013, ISBN 978-88-7653-665-6